# Zračno izstreljena balistična raketa
Zračno izstreljena balistična raketa (angleško air-launched ballistic missile - ALBM) je balistična raketa, ki se jo izstreli v zraku (v letu) z bombnika. ALBM rakete se lahko izstreli z velike razdalje, izven dosega sovražnikove protiletalske obrambe. Tako kot druge balistične rakete imajo lahko tudi ALBM rakete jedrske konice in jih je izredno težko prestreči. Rakete te vrste so razvijali samo na zahodu, primer GAM-87 Skybolt in tudi ta raketa ni več v uporabi.
Je pa možno namestiti jedrske konice tudi na manevrirne rakete, npr. BGM-109 Tomahawk.